# SN 2006ql
SN 2006ql – supernowa typu Ia odkryta 23 listopada 2006 roku w galaktyce A015009+0025. W momencie odkrycia miała maksymalną jasność 22,80m.